# 트리플 크라운 챔피언십
트리플 크라운 챔피언십(Triple Crown Championship)은 프로레슬링에서 3관왕을 칭하는 챔피언십이다. 트리플 크라운 챔피언십은 세계 챔피언십과 태그팀 챔피언십, 그리고 중간급 챔피언십을 차지하면 등극할 수 있게된다. 현재 트리플 크라운 챔피언십을 달성하고있는 단체는 월드 레슬링 엔터테인먼트(WWE), 토털 논스톱 액션 레슬링(TNA), 링 오브 아너(ROH)다. 또한 이미 폐지된 단체는 월드 챔피언십 레슬링(WCW), 익스트림 챔피언십 레슬링(ECW), 루차 언더 그라운드도 존재한다.
미국, 캐나다 등 양대 메이저 단체에서 획득한 선수들도 여러명이 있는데, WWE와 WCW일 경우 브렛 하트, 릭 플레어, 크리스 벤와, 부커 T, WWE와 TNA일 경우 커트 앵글, AJ 스타일스, ROH와 TNA일 경우 에디 에드워즈, 사모아 조가 차지하였으며 양대 멕시코 단체에서 획득한 선수는 레이 페닉스가 있다.

## 월드 레슬링 엔터테인먼트 (WWE)
월드 레슬링 엔터테인먼트의 트리플 크라운은 1963년에서 시작한 WWE 챔피언십, 1971년에서 시작한 월드 태그팀 챔피언십 (구 버전), 1979년에서 시작한 WWE 인터콘티넨탈 챔피언십으로부터 이어져갔고, 1997년에서 세 개의 타이틀을 모두 차지하는 존칭의 계기가 시작된다. 그 존칭을 '트리플 크라운 챔피언십'이라 불리기 시작했다.
브랜드 확장 이후, 월드 헤비급 챔피언십 (구 버전)과 월드 태그팀 챔피언십 (신 버전)은 트리플 크라운 챔피언십을 달성할 수 있게 되었다. 트리플 크라운 달성한 선수들이 사라진 유러피언 챔피언십과 하드코어 챔피언십 그리고 WWE 유나이티드 스테이츠 챔피언십을 차지했다면 그랜드 슬래머로 등극한다.
2016년 7월 두 번째 브랜드 분리가 시작되었고 WWE 유니버셜 챔피언십과 WWE 태그팀 챔피언십 (신 버전)이라는 두 개의 새로운 타이틀이 도입되었다. 2017년 1월, 이 두 개의 타이틀은 신 규정 그랜드 슬램으로 허용 가능했지만 트리플 크라운으로 허용 가능한 것인지 여부는 아직 확인하지 못했다.
현재 트리플크라운 챔피언십의 최단 기록을 세운 선수는 CM 펑크인데, CM펑크가 2008년 6월 30일에 월드 헤비급 챔피언십을, 2008년 10월 27일에는 코피킹스턴과 함께 월드 태그팀 챔피언십을 차지하였고, 2009년 1월 19일 인터콘티넨탈 챔피언이었던 윌리엄 리걸을 이기고 인터콘티넨탈 챔피언이 된 동시에 트리플 크라운 챔피언십을 달성했다. CM펑크의 트리플 크라운이 된 기간이 199일째로 달성하였다. 이전에 최단 기록을 세운 선수는 디젤이며 227일째였다. 반대로 최장 기록을 세운 선수는 릭 플레어로, 1992년 WWE 챔피언십을 획득한 이후 13년 8개월만에 인터콘티넨탈 챔피언십을 등극하면서 트리플 크라운 달성하였다.
몸무게에서는 최중량이 빅 쇼로 200kg, 최경량이 레이 미스테리오로 75kg로 달성했다.
5개의 챔피언을 모두 획득한 선수는 먼저 획득한 순서로 에지, 크리스 제리코, 숀 마이클스, 트리플 H, 케인, 빅 쇼, 제프 하디, 랜디 오턴이다.

#### WWE의 트리플 크라운 달성자들
| 문자              | 내용                                                                            |
| ----------------- | ------------------------------------------------------------------------------- |
| 챔피언십 이탤릭체 | 원조격인 챔피언십 외의 (브랜드 확장이후의) 또다른 챔피언십                      |
| 날짜 이탤릭체     | 해당급에 챔피언십을 획득한 이후, 같은 급의 다른 챔피언십을 획득한 날짜          |
| 날짜 굵은글씨     | 트리플 크라운을 달성한 날짜                                                     |
| 레슬러 굵은글씨   | 그랜드 슬램을 달성한 선수들                                                     |
| 이름 배경색       | 내용                                                                            |
|                   | 원조격인 챔피언십으로 달성한 선수.                                              |
|                   | 또다른 챔피언십을 겹쳐서 달성한 선수.                                           |
|                   | 또다른 챔피언십을 겹쳐서 달성했지만, 이후 원조격인 챔피언십을 모두 차지한 선수. |
| 날짜 배경색       | 내용                                                                            |
|                   | RAW 브랜드                                                                      |
|                   | 스맥다운 브랜드                                                                 |
|                   | ECW 브랜드                                                                      |
|                   | 브랜드 확장 이전,슈퍼쇼 체제 설립 이후                                          |

| 챔피언                 | 월드 헤비웨이트 챔피언십 | 월드 헤비웨이트 챔피언십 | 월드 태그팀 챔피언십                      | 월드 태그팀 챔피언십                                 | 중간급 챔피언십  |
| 챔피언                 | WWE                      | 월드 헤비웨이트          | (구)월드 태그팀                           | (신)월드 태그팀                                      | 인터콘티넨탈     |
| ---------------------- | ------------------------ | ------------------------ | ----------------------------------------- | ---------------------------------------------------- | ---------------- |
| 페드로 모릴스          | 1971년 2월 8일           | 은퇴/폐지                | 1980년 8월 9일 (파트너는 밥 백런드)       | 은퇴                                                 | 1980년 12월 8일  |
| 브렛 하트              | 1992년 10월 12일         | 은퇴/폐지                | 1987년 1월 26일 (파트너는 짐 네이드하트)  | 은퇴                                                 | 1991년 8월 26일  |
| 디젤                   | 1994년 11월 26일         | 폐지                     | 1994년 8월 28일 (파트너는 숀 마이클스)    | 미획득                                               | 1994년 4월 13일  |
| 숀 마이클스            | 1996년 3월 31일          | 2002년 11월 17일         | 1994년 8월 28일 (파트너는 디젤)           | 2009년 12월 13일 (파트너는 트리플 H)                 | 1992년 10월 27일 |
| 스티브 오스틴          | 1998년 3월 29일          | 은퇴/폐지                | 1997년 5월 25일 (파트너는 숀 마이클스)    | 은퇴                                                 | 1997년 8월 3일   |
| 더 락                  | 1998년 11월 15일         | 폐지                     | 1999년 8월 30일 (파트너는 맨카인드)       | 미획득                                               | 1997년 2월 13일  |
| 트리플 H               | 1999년 8월 23일          | 2002년 9월 2일           | 2001년 4월 29일 (파트너는 스티브 오스틴)  | 2009년 12월 13일 (파트너는 숀 마이클스)              | 1996년 10월 21일 |
| 케인                   | 1998년 2월 28일          | 2010년 7월 18일          | 1998년 7월 13일 (파트너는 맨카인드)       | 2011년 4월 19일 (파트너는 빅 쇼)                     | 2001년 5월 20일  |
| 크리스 제리코          | 2001년 12월 9일          | 2008년 9월 7일           | 2001년 5월 21일 (파트너는 크리스 벤와)    | 2009년 6월 28일 (파트너는 에지)                      | 1999년 12월 12일 |
| 커트 앵글              | 2000년 10월 22일         | 2006년 1월 10일          | 폐지                                      | 2002년 10월 2일 (파트너는 크리스 벤와)               | 2000년 2월 27일  |
| 에디 게레로            | 2004년 2월 15일          | 사망/폐지                | 사망/폐지                                 | 2002년 11월 17일 (파트너는 차보 게레로)              | 2000년 9월 3일   |
| 크리스 벤와            | 사망                     | 2004년 3월 14일          | 2001년 5월 21일 (파트너는 크리스 제리코)  | 2002년 10월 2일 (파트너는 커트 앵글)                 | 2000년 4월 2일   |
| 릭 플레어              | 1992년 1월 19일          | 은퇴/폐지                | 2003년 12월 14일 (파트너는 바티스타)      | 은퇴                                                 | 2005년 9월 19일  |
| 에지                   | 2006년 1월 8일           | 2007년 5월 18일          | 2000년 4월 2일 (파트너는 크리스찬)        | 2002년 11월 7일 (파트너는 레이 미스테리오)           | 1999년 7월 24일  |
| 랍 밴 댐               | 2006년 6월 11일          | 폐지                     | 2003년 3월 31일 (파트너는 케인)           | 2004년 12월 9일 (파트너는 레이 미스테리오)           | 2002년 3월 17일  |
| 부커 T                 | 미획득                   | 2006년 7월 23일          | 2001년 11월 1일 (파트너는 테스트)         | 미획득                                               | 2003년 7월 7일   |
| 랜디 오턴              | 2007년 10월 7일          | 2004년 8월 15일          | 2006년 11월 13일 (파트너는 에지)          | 2021년 8월 21일 (파트너는 리들)                      | 2003년 12월 14일 |
| 제프 하디              | 2008년 12월 14일         | 2009년 6월 7일           | 1999년 6월 29일 (파트너는 매트 하디)      | 2017년 4월 2일 (파트너는 매트 하디)                  | 2001년 4월 12일  |
| CM 펑크                | 2011년 7월 17일          | 2008년 6월 30일          | 2008년 10월 27일 (파트너는 코피 킹스턴)   | 미획득                                               | 2009년 1월 19일  |
| 존 '브래드쇼' 레이필드 | 2004년 6월 27일          | 은퇴/폐지                | 1999년 5월 31일 (파트너는 파룩)           | 은퇴                                                 | 2009년 3월 8일   |
| 레이 미스테리오        | 2011년 7월 25일          | 2006년 4월 2일           | 폐지                                      | 2002년 11월 7일 (파트너는 에지)                      | 2009년 4월 5일   |
| 돌프 지글러            | 미획득                   | 2011년 2월 25일          | 2006년 4월 3일 (파트너는 스피릿 스쿼드)   | 2018년 9월 3일 (파트너는 드루 매킨타이어)            | 2010년 7월 28일  |
| 크리스찬               | 은퇴                     | 2011년 5월 1일           | 2000년 4월 2일 (파트너는 에지)            | 은퇴                                                 | 2001년 9월 23일  |
| 빅 쇼                  | 1999년 11월 14일         | 2011년 12월 18일         | 1999년 8월 22일 (파트너는 언더테이커)     | 2009년 7월 26일 (파트너는 크리스 제리코)             | 2012년 4월 1일   |
| 더 미즈                | 2010년 11월 22일         | 폐지                     | 2008년 12월 13일 (파트너는 존 모리슨)     | 2007년 11월 16일 (파트너는 존 모리슨)                | 2012년 7월 23일  |
| 대니얼 브라이언        | 2013년 8월 18일          | 2011년 12월 18일         | 폐지                                      | 2012년 9월 16일 (파트너는 케인)                      | 2015년 3월 29일  |
| 딘 앰브로스            | 2016년 6월 19일          | 폐지                     | 폐지                                      | 2017년 8월 20일 (파트너는 세스 롤린스)               | 2015년 12월 13일 |
| 로만 레인즈            | 2015년 11월 22일         | 폐지                     | 폐지                                      | 2013년 5월 19일 (파트너는 세스 롤린스)               | 2017년 11월 20일 |
| 세스 롤린스            | 2015년 3월 29일          | 폐지                     | 폐지                                      | 2013년 5월 19일 (파트너는 로만 레인즈)               | 2018년 4월 8일   |
| 코피 킹스턴            | 2019년 4월 7일           | 폐지                     | 2008년 10월 27일 (파트너는 CM 펑크)       | 2011년 8월 22일 (파트너는 에반 본)                   | 2008년 6월 29일  |
| 드루 매킨타이어        | 2020년 4월 5일           | 폐지                     | 폐지                                      | 2010년 9월 19일 (파트너는 코디 로즈)                 | 2009년 12월 13일 |
| AJ 스타일스            | 2016년 9월 11일          | 폐지                     | 폐지                                      | 2021년 4월 10일 (파트너는 오모스)                    | 2020년 6월 8일   |
| 빅 E                   | 2021년 9월 13일          | 폐지                     | 폐지                                      | 2015년 4월 26일 (파트너는 코피 킹스턴 & 재비어 우즈) | 2013년 11월 18일 |
| 코디 로즈              | 2024년 4월 7일           | 폐지                     | 2007년 12월 10일 (파트너는 하드코어 홀리) | 2010년 9월 19일 (파트너는 드루 매킨타이어)           | 2011년 8월 9일   |

#### 트리플 크라운 챔피언십에 가능성이 있는 선수들
- WWE 챔피언십 - 새미 제인, 제이 우소, 케빈 오웬스, 핀 베일러
- 인터콘티넨탈 챔피언십 - 셰이머스, 존 시나

#### WWE의 여성 트리플 크라운 달성자들
2019년 5월 19일, WWE 위민스 챔피언십 (신 버전), 위민스 월드 챔피언십, WWE 위민스 태그팀 챔피언십으로 구성된 여성 트리플 크라운이 생겼다.
| 챔피언        | 싱글 챔피언십   | 싱글 챔피언십    | 태그팀 챔피언십                          |
| 챔피언        | WWE 위민스      | 위민스 월드      | WWE 위민스 태그팀                        |
| ------------- | --------------- | ---------------- | ---------------------------------------- |
| 베일리        | 2017년 2월 13일 | 2019년 5월 19일  | 2019년 2월 17일 (파트너는 사샤 뱅크스)   |
| 알렉사 블리스 | 2017년 4월 30일 | 2016년 12월 4일  | 2019년 8월 5일 (파트너는 니키 크로스)    |
| 아스카        | 2020년 5월 10일 | 2018년 12월 16일 | 2019년 10월 6일 (파트너는 카이리 세인)   |
| 사샤 뱅크스   | 2016년 7월 25일 | 2020년 10월 25일 | 2019년 2월 17일 (파트너는 베일리)        |
| 샬럿 플레어   | 2016년 4월 3일  | 2017년 11월 14일 | 2020년 12월 20일 (파트너는 아스카)       |
| 베키 린치     | 2019년 4월 8일  | 2016년 9월 11일  | 2023년 2월 27일 (파트너는 리타)          |
| 리아 리플리   | 2021년 4월 11일 | 2023년 4월 1일   | 2021년 9월 20일 (파트너는 니키 A.S.H.)   |
| 론다 라우시   | 2018년 8월 19일 | 2022년 5월 8일   | 2023년 5월 29일 (파트너는 셰이나 배즐러) |
| 비앙카 벨레어 | 2022년 4월 2일  | 2021년 4월 10일  | 2024년 5월 4일 (파트너는 제이드 카길)    |
| 이요 스카이   | 2023년 8월 5일  | 2025년 3월 3일   | 2022년 9월 12일 (파트너는 다코타 카이)   |

#### 여성 트리플 크라운 챔피언십에 가능성이 있는 여성 선수들
- 위민스 챔피언십 (신 버전) - 나오미, 나탈리아, 리브 모건
- 위민스 월드 챔피언십 - 나이아 잭스, 니키 크로스

#### 태그팀 트리플 크라운 달성자들
월드 태그팀 챔피언십 (신 버전), WWE 태그팀 챔피언십 (신 버전), WWE NXT 태그팀 챔피언십으로 구성된 태그팀 트리플 크라운이 생겼다. 더 리바이벌이 태그팀 트리플 크라운을 달성한 최초의 태그팀이 되었다.
| 챔피언                                | 월드 태그팀 챔피언십 (신 버전)  | WWE 태그팀 챔피언십 (신 버전)   | WWE NXT 태그팀 챔피언십 |
| ------------------------------------- | ------------------------------- | ------------------------------- | ----------------------- |
| 더 리바이벌                           | 2019년 2월 11일                 | 2019년 9월 15일                 | 2015년 11월 11일        |
| 스트리트 프로피츠                     | 2020년 3월 2일                  | 2020년 10월 12일                | 2019년 6월 1일          |
| 더 뉴데이 (코피 킹스턴 & 재비어 우즈) | 2015년 4월 26일 (파트너는 빅 E) | 2017년 7월 23일 (파트너는 빅 E) | 2022년 12월 10일        |

태그팀 트리플 크라운 챔피언십에 가능성이 있는 태그팀
- WWE 태그팀 챔피언십 (신 버전) - 바이킹 레이더스
- NXT 태그팀 챔피언십 - 더 우소스

#### NXT의 트리플 크라운 달성자들
WWE NXT 챔피언십, WWE NXT 노스 아메리칸 챔피언십, WWE NXT 태그팀 챔피언십으로 구성된 NXT 트리플 크라운이 생겼다. 조니 가가노가 NXT 트리플 크라운을 달성한 최초의 레슬러가 되었다.
| 챔피언      | WWE NXT 챔피언십 | WWE NXT 노스 아메리칸 챔피언십 | WWE NXT 태그팀 챔피언십                                           |
| ----------- | ---------------- | ------------------------------ | ----------------------------------------------------------------- |
| 조니 가가노 | 2019년 4월 5일   | 2019년 1월 26일                | 2016년 11월 19일 (파트너는 토마소 치암파)                         |
| 애덤 콜     | 2019년 6월 1일   | 2018년 4월 7일                 | 2018년 4월 7일 (파트너는 보비 피시, 카일 오라일리, 로더릭 스트롱) |

#### NXT 트리플 크라운 챔피언십에 가능성이 있는 선수들
- NXT 챔피언십 - 웨스 리
- NXT 노스 아메리칸 챔피언십 - 브론 브레이커, 토마소 치암파
- NXT 태그팀 챔피언십 - 오바 페미, 카멜로 헤이즈, 트릭 윌리엄스

#### NXT UK 트리플 크라운 달성자들
NXT 유나이티드 킹덤 챔피언십, NXT UK 헤리티지 컵 챔피언십, NXT UK 태그팀 챔피언십으로 구성된 NXT UK 트리플 크라운이 존재한다.
| 챔피언        | NXT 유나이티드 킹덤 챔피언십 | NXT 헤리티지 컵 챔피언십 | NXT UK 태그팀 챔피언십                 |
| ------------- | ---------------------------- | ------------------------ | -------------------------------------- |
| 타일러 베이트 | 2017년 1월 15일              | 2021년 5월 20일          | 2021년 12월 9일 (파트너는 트렌트 세븐) |

## 월드 챔피언십 레슬링 (WCW)
월드 챔피언십 레슬링의 트리플 크라운은 WCW 월드 헤비웨이트 챔피언십, WCW 월드 태그팀 챔피언십, WCW 유나이티드 스테이츠 챔피언십만 존재한다.

#### WCW의 트리플 크라운 달성자들
| 챔피언                   | 월드 헤비웨이트 챔피언십 | 월드 태그팀 챔피언십                                    | 중간급 챔피언십         |
| 챔피언                   | WCW 월드 헤비웨이트      | WCW 월드 태그팀                                         | WCW 유나이티드 스테이츠 |
| ------------------------ | ------------------------ | ------------------------------------------------------- | ----------------------- |
| 릭 플레어                | 1991년 1월 11일          | 1976년 12월 26일 (파트너는 그레이그 발렌타인)           | 1977년 7월 29일         |
| 렉스 루거                | 1991년 7월 14일          | 1988년 3월 27일 (파트너는 바리 윈드햄)                  | 1987년 7월 11일         |
| 스팅                     | 1992년 2월 29일          | 1996년 1월 22일 (파트너는 렉스 루거)                    | 1991년 8월 25일         |
| 다이아몬드 댈러스 페이지 | 1999년 4월 11일          | 1999년 6월 13일 (파트너는 뱀 뱀 비글로우&크리스 캐니언) | 1997년 12월 28일        |
| 골드버그                 | 1998년 7월 6일           | 1999년 12월 7일 (파트너는 브렛 하트)                    | 1998년 4월 20일         |
| 브렛 하트                | 1999년 11월 29일         | 1999년 12월 7일 (파트너는 골드버그)                     | 1998년 6월 20일         |
| 크리스 벤와              | 2000년 1월 26일          | 1999년 3월 14일 (파트너는 딘 말렝코)                    | 1999년 8월 9일          |
| 스캇 스타이너            | 2000년 11월 26일         | 1989년 11월 1일 (파트너는 릭 스타이너)                  | 1999년 4월 11일         |
| 부커 T                   | 2000년 7월 9일           | 1994년 12월 8일 (파트너는 스티비 레이)                  | 2001년 3월 18일         |

## 익스트림 챔피언십 레슬링 (ECW)
익스트림 챔피언십 레슬링의 트리플 크라운은 ECW 월드 헤비웨이트 챔피언십, ECW 월드 태그팀 챔피언십, ECW 월드 텔레비전 챔피언십만 존재한다.

#### ECW의 트리플 크라운 달성자들
| 챔피언      | 월드 헤비웨이트 챔피언십 | 월드 태그팀 챔피언십                                    | 중간급 챔피언십   |
| 챔피언      | ECW 월드 헤비웨이트      | ECW 월드 태그팀                                         | ECW 월드 텔레비전 |
| ----------- | ------------------------ | ------------------------------------------------------- | ----------------- |
| 쟈니 핫바디 | 1992년 4월 26일          | 1993년 4월 3일 (파트너는 크리스 캔디도&크리스 마이클스) | 1992년 8월 12일   |
| 사부        | 1993년 10월 2일          | 1995년 2월 4일 (파트너는 태즈)                          | 1993년 11월 13일  |
| 마이키 윕렉 | 1995년 2월 29일          | 1994년 8월 27일 (파트너는 믹 폴리)                      | 1994년 5월 13일   |
| 태즈        | 1999년 1월 10일          | 1993년 12월 4일 (파트너는 케빈 설리반)                  | 1994년 3월 6일    |

## TNA
TNA의 트리플 크라운은 NWA와 분리되기전인 2002년부터 2007년까지, NWA 월드 헤비웨이트 챔피언십, NWA 월드 태그팀 챔피언십, 2002년부터 시작한 TNA X-디비전 챔피언십이 존재하였다.
2007년 5월, 토털 논스톱 액션 레슬링은 NWA와 분리된 이후 NWA 월드 헤비웨이트 챔피언십과 NWA 월드 태그팀 챔피언십을 잊게 하고 TNA 월드 챔피언십과 TNA 월드 태그팀 챔피언십이 다시 탄생하였다. 따라서 TNA 월드 챔피언십, TNA 월드 태그팀 챔피언십, TNA X-디비전 챔피언십만 존재한다.
5개의 타이틀을 모두 획득한 선수는 AJ 스타일스 뿐이다.

#### TNA의 트리플 크라운 달성자들
| 문자              | 내용                                                  |
| ----------------- | ----------------------------------------------------- |
| 챔피언십 이탤릭체 | 원조격인 챔피언십 외의 (NWA 분리이후) 또다른 챔피언십 |
| 날짜 굵은글씨     | 트리플 크라운을 달성한 날짜                           |
| 레슬러 굵은글씨   | 그랜드 슬램을 달성한 선수들                           |
| 이름 배경색       | 내용                                                  |
|                   | 원조격인 챔피언십으로 달성한 선수.                    |
|                   | 또다른 챔피언십을 겹쳐서 달성한 선수.                 |

| 챔피언        | 월드 헤비웨이트 챔피언십 | 월드 헤비웨이트 챔피언십 | 월드 태그팀 챔피언십                   | 월드 태그팀 챔피언십                          | 중간급 챔피언십 |
| 챔피언        | NWA 월드 헤비웨이트      | TNA 월드                 | NWA 월드 태그팀                        | TNA 월드 태그팀                               | TNA X-디비전    |
| ------------- | ------------------------ | ------------------------ | -------------------------------------- | --------------------------------------------- | --------------- |
| AJ 스타일스   | 2003년 6월 11일          | 2009년 9월 20일          | 2002년 7월 3일 (파트너는 제리 린)      | 2007년 10월 14일 (파트너는 톰코)              | 2002년 6월 19일 |
| 커트 앵글     | 폐지                     | 2007년 5월 13일          | 폐지                                   | 2007년 8월 12일 (파트너는 없음)               | 2007년 8월 12일 |
| 사모아 조     | 폐지                     | 2008년 4월 13일          | 폐지                                   | 2007년 7월 15일 (파트너는 없음)               | 2005년 2월 16일 |
| 어비스        | 2006년 11월 19일         |                          | 2004년 2월 4일 (파트너는 A.J.스타일즈) | 2014년 9월 19일 (파트너는 제임스 스톰)        | 2011년 5월 16일 |
| 오스틴 에리스 | 폐지                     | 2012년 7월 8일           | 폐지                                   | 2013년 1월 25일 (파트너는 바비 루드)          | 2011년 9월 11일 |
| 크리스 세이빈 | 폐지                     | 2013년 7월 18일          | 폐지                                   | 2010년 7월 11일 (파트너는 앨릭스 셸리)        | 2003년 5월 14일 |
| 에릭 영       | 폐지                     | 2014년 4월 10일          | 2004년 10월 12일 (파트너는 바비 루드)  | 2010년 5월 4일 (파트너는 케빈 내쉬 & 스캇 홀) | 2008년 12월 7일 |
| 에디 에드워즈 | 폐지                     | 2016년 10월 3일          | 폐지                                   | 2014년 2월 23일 (파트너는 데이비 리처즈)      | 2016년 6월 12일 |
| 조쉬 알렉산더 | 폐지                     | 2021년 10월 23일         | 폐지                                   | 2019년 7월 5일 (파트너는 이던 페이지)         | 2021년 4월 25일 |
| 앨릭스 셸리   | 폐지                     | 2023년 6월 9일           | 폐지                                   | 2010년 7월 11일 (파트너는 크리스 세이빈)      | 2009년 1월 11일 |

#### 트리플 크라운 챔피언십에 가능성이 있는 선수들
- TNA 월드 챔피언십 - 프랭키 카자리안, 크리스 베이, 트레이 미구엘, 재커리 웬츠
- TNA X 디비전 챔피언십 - 매트 하디, 제프 하디, 닉 네메스
- TNA 월드 태그팀 챔피언십 - 무스

#### TNA의 넉아웃 트리플 크라운 챔피언십 달성자들
| 챔피언          | TNA 넉아웃 월드 챔피언십 | TNA 넉아웃 월드 태그팀 챔피언십          | TNA 디지털 미디어 챔피언십 |
| --------------- | ------------------------ | ---------------------------------------- | -------------------------- |
| 조르딘 그레이스 | 2020년 1월 18일          | 2021년 4월 25일 (파트너는 레이첼 엘러링) | 2021년 10월 23일           |

## ROH
링 오브 오너(ROH)의 트리플 크라운은 RoH 월드 헤비웨이트 챔피언십, RoH 월드 태그팀 챔피언십, RoH 월드 텔레비전 챔피언십이 존재하고 있다. 또한 RoH 월드 퓨어 챔피언십은 RoH 월드 텔레비전 챔피언십, RoH 월드 태그팀 챔피언십과 같은 급으로써 트리플 크라운을 달성할 수 있게 된다.
이 네가지의 타이틀을 모두 획득하게 되면 그랜드슬램을 달성할 수 있으며, 4개의 타이틀을 모두 획득한 선수는 제이 리썰 뿐이다.

#### ROH의 트리플 크라운 달성자들
| 챔피언              | 월드 헤비웨이트 챔피언십 | 중간급 챔피언십                           | 중간급 챔피언십   | 중간급 챔피언십  |
| 챔피언              | RoH 월드                 | RoH 월드 태그팀                           | RoH 월드 텔레비전 | RoH 월드 퓨어    |
| ------------------- | ------------------------ | ----------------------------------------- | ----------------- | ---------------- |
| 에디 에드워즈       | 2011년 3월 19일          | 2009년 4월 10일 (파트너는 데이비 리처즈)  | 2010년 3월 5일    |                  |
| 로드릭 스트롱       | 2010년 9월 11일          | 2005년 12월 12일 (파트너는 오스틴 에리스) | 2012년 3월 31일   |                  |
| 제이 리설           | 2015년 6월 19일          | 2019년 12월 13일 (파트너는 조나단 그레샴) | 2011년 8월 13일   | 2005년 3월 5일   |
| 크리스토퍼 대니얼스 | 2017년 3월 10일          | 2002년 9월 21일 (파트너는 도노반 모건)    | 2010년 12월 10일  |                  |
| 맷 테이븐           | 2019년 4월 6일           | 2015년 9월 18일 (파트너는 마이클 베넷)    | 2013년 3월 2일    |                  |
| 조나단 그레샴       | 2021년 12월 11일         | 2019년 12월 13일 (파트너는 제이 리썰)     |                   | 2020년 10월 30일 |
| 사모아 조           | 2003년 3월 22일          |                                           | 2022년 4월 13일   | 2005년 5월 7일   |
| 애덤 콜             | 2013년 9월 20일          | 2023년 8월 27일 (파트너는 MJF)            | 2012년 6월 29일   |                  |

#### 트리플 크라운 챔피언십에 가능성이 있는 선수들
- ROH 텔레비전 챔피언십 - 브라이언 대니얼슨, 카일 오라일리, 클라우디오 카스타뇰리
- ROH 퓨어 챔피언십 - 카일 오라일리, 클라우디오 카스타뇰리
- ROH 월드 태그팀 챔피언십 - 브라이언 대니얼슨

## Lucha Underground
루차 언더그라운드(Lucha Underground)의 트리플 크라운은 루차 언더그라운드 챔피언십, 루차 언더그라운드 기프트 오브 갓스 챔피언, 루차 언더그라운드 트리오스 챔피언만 존재하고 있다.

#### Lucha Underground의 트리플 크라운 달성자들
| 챔피언      | 월드 헤비웨이트 챔피언십 | 월드 태그팀 챔피언십                            | 중간급 챔피언십                           |
| 챔피언      | 루차 언더그라운드 챔피언 | 루차 언더그라운드 트리오스 챔피언               | 루차 언더그라운드 기프트 오브 갓스 챔피언 |
| ----------- | ------------------------ | ----------------------------------------------- | ----------------------------------------- |
| 레이 페닉스 | 2015년 11월 22일         | 2016년 1월 31일 (파트너는 에어로 스타 & 드라고) | 2015년 4월 19일                           |
| 자니 문도   | 2016년 4월 10일          | 2016년 1월 17일 (파트너는 잭 에번스,PJ 블랙)    | 2016년 3월 19일                           |

## 같이 보기
- 그랜드 슬램 챔피언십